# Dolichos junghuhnianus
Dolichos junghuhnianus är en ärtväxtart som beskrevs av George Bentham. Dolichos junghuhnianus ingår i släktet Dolichos och familjen ärtväxter. Inga underarter finns listade i Catalogue of Life.